# Entomobryoides
Entomobryoides är ett släkte av urinsekter. Entomobryoides ingår i familjen brokhoppstjärtar.
Släktet innehåller bara arten Entomobryoides myrmecophilus.